# John William Strutt, Nam tước Rayleigh thứ 3
John William Strutt, nam tước Rayleigh thứ 3 OM (sinh 12 tháng 11 1842 - mất 30 tháng 6 1919) là một nhà toán học, và nhà vật lý người Anh, là người cùng với William Ramsay đã phát hiện ra nguyên tố argon, một phát hiện đã giúp ông giành được giải Nobel vật lý năm 1904. Ông cũng là người đã phát hiện ra hiện tượng gọi là Tán xạ Rayleigh và dự đoán sự tồn tại của sóng bề mặt được biết đến là Sóng Rayleigh. Ông đã cống hiến toàn bộ sự nghiệp học thuật của mình tại trường Đại học Cambridge.